# Кампінс
Кампі́нс (кат. Campins) - муніципалітет, розташований в Автономній області Каталонія, в Іспанії. Код муніципалітету за номенклатурою Інституту статистики Каталонії - 80399. Знаходиться у районі (кумарці) Бальєс-Уріантал (коди району - 41 та VR) провінції Барселона, згідно з новою адміністративною реформою перебуватиме у складі Баґарії (округи) Барселона. 

## Населення
Населення міста (у 2007 р.) становить 378 осіб (з них менше 14 років - 17,7%, від 15 до 64 - 69,8%, понад 65 років - 12,4%). У 2006 р. народжуваність склала 1 особа, смертність - 2 особи, зареєстровано 1 шлюб. У 2001 р. активне населення становило 150 осіб, з них безробітних - 11 осіб.

Серед осіб, які проживали на території міста у 2001 р., 272 народилися в Каталонії (з них 148 осіб у тому самому районі, або кумарці), 17 осіб приїхало з інших областей Іспанії, а 5 осіб приїхало з-за кордону. 

Університетську освіту має 17,6% усього населення. 

У 2001 р. нараховувалося 118 домогосподарств (з них 32,2% складалися з однієї особи, 24,6% з двох осіб,17,8% з 3 осіб, 16,1% з 4 осіб, 5,9% з 5 осіб, 3,4% з 6 осіб, 0% з 7 осіб, 0% з 8 осіб і 0% з 9 і більше осіб).

Активне населення міста у 2001 р. працювало у таких сферах діяльності : у сільському господарстві - 5,8%, у промисловості - 25,9%, на будівництві - 7,2% і у сфері обслуговування - 61,2%. 

 У муніципалітеті або у власному районі (кумарці) працює 62 особи, поза районом - 86 осіб.

### Безробіття
У 2007 р. нараховувалося 11 безробітних (у 2006 р. - 18 безробітних), з них чоловіки становили 45,5%, а жінки - 54,5%.

## Економіка

### Підприємства міста

#### Промислові підприємства
| \| Промислові підприємства міста, за сферою діяльності \| Промислові підприємства міста, за сферою діяльності \| Промислові підприємства міста, за сферою діяльності \| \| Рік \| 2002 р. \| 2001 р. \| \| --------------------------------------------------- \| --------------------------------------------------- \| --------------------------------------------------- \| \| Енергетичні та водні ресурси \| 0% \| 0% \| \| Хімія та метали \| 0% \| 0% \| \| Переробка металів \| 50% \| 100% \| \| Продукти харчування \| 0% \| 0% \| \| Текстиль \| 0% \| 0% \| \| Виробництво меблів, видання \| 0% \| 0% \| \| Інше \| 50% \| 0% \| \| Усього підприємств \| 2 \| 1 \| |         |         |
| Промислові підприємства міста, за сферою діяльності |         |         |
| Рік | 2002 р. | 2001 р. |
| Енергетичні та водні ресурси | 0%      | 0%      |
| Хімія та метали | 0%      | 0%      |
| Переробка металів | 50%     | 100%    |
| Продукти харчування | 0%      | 0%      |
| Текстиль | 0%      | 0%      |
| Виробництво меблів, видання | 0%      | 0%      |
| Інше | 50%     | 0%      |
| Усього підприємств | 2       | 1       |

#### Роздрібна торгівля
| \| Підприємства роздрібної торгівлі міста, за сферою діяльності \| Підприємства роздрібної торгівлі міста, за сферою діяльності \| Підприємства роздрібної торгівлі міста, за сферою діяльності \| \| Рік \| 2002 р. \| 2001 р. \| \| ------------------------------------------------------------ \| ------------------------------------------------------------ \| ------------------------------------------------------------ \| \| Продукти харчування \| 50% \| 50% \| \| Одяг та взуття \| 50% \| 50% \| \| Товари для дому \| 0% \| 0% \| \| Книги та періодичні видання \| 0% \| 0% \| \| Промислова хімічна продукція \| 0% \| 0% \| \| Продукція, пов'язана з транспортними засобами \| 0% \| 0% \| \| Інше \| 0% \| 0% \| \| Усього підприємств \| 2 \| 2 \| |         |         |
| Підприємства роздрібної торгівлі міста, за сферою діяльності |         |         |
| Рік | 2002 р. | 2001 р. |
| Продукти харчування | 50%     | 50%     |
| Одяг та взуття | 50%     | 50%     |
| Товари для дому | 0%      | 0%      |
| Книги та періодичні видання | 0%      | 0%      |
| Промислова хімічна продукція | 0%      | 0%      |
| Продукція, пов'язана з транспортними засобами | 0%      | 0%      |
| Інше | 0%      | 0%      |
| Усього підприємств | 2       | 2       |

#### Сфера послуг
| \| Підприємства міста, що працюють у сфері послуг, за діяльністю \| Підприємства міста, що працюють у сфері послуг, за діяльністю \| Підприємства міста, що працюють у сфері послуг, за діяльністю \| \| Рік \| 2002 р. \| 2001 р. \| \| ------------------------------------------------------------- \| ------------------------------------------------------------- \| ------------------------------------------------------------- \| \| Гуртова торгівля \| 0% \| 0% \| \| Готелі та готельний бізнес \| 45,5% \| 43,5% \| \| Транспорт та зв'язок \| 0% \| 0% \| \| Посередницькі фінансові послуги \| 0% \| 0% \| \| Послуги підприємствам \| 9,1% \| 13% \| \| Послуги фізичним особам \| 22,7% \| 21,7% \| \| Нерухомість та ін. \| 22,7% \| 21,7% \| \| Усього підприємств \| 22 \| 23 \| |         |         |
| Підприємства міста, що працюють у сфері послуг, за діяльністю |         |         |
| Рік | 2002 р. | 2001 р. |
| Гуртова торгівля | 0%      | 0%      |
| Готелі та готельний бізнес | 45,5%   | 43,5%   |
| Транспорт та зв'язок | 0%      | 0%      |
| Посередницькі фінансові послуги | 0%      | 0%      |
| Послуги підприємствам | 9,1%    | 13%     |
| Послуги фізичним особам | 22,7%   | 21,7%   |
| Нерухомість та ін. | 22,7%   | 21,7%   |
| Усього підприємств | 22      | 23      |

## Житловий фонд
У 2001 р. 7,6% усіх родин (домогосподарств) мали житло метражем до 59 м2, 21,2% - від 60 до 89 м2, 31,4% - від 90 до 119 м2 і
39,8% - понад 120 м2.

З усіх будівель у 2001 р. 37,6% було одноповерховими, 46,8% - двоповерховими, 15,6
% - триповерховими, 0% - чотириповерховими, 0% - п'ятиповерховими, 0% - шестиповерховими,
0% - семиповерховими, 0% - з вісьмома та більше поверхами.

## Автопарк
| \| Автомобілі, зареєстровані у місті, за призначенням \| Автомобілі, зареєстровані у місті, за призначенням \| Автомобілі, зареєстровані у місті, за призначенням \| \| Рік \| 2006 р. \| 2005 р. \| \| -------------------------------------------------- \| -------------------------------------------------- \| -------------------------------------------------- \| \| Приватні автомобілі \| 62,2% \| 58,9% \| \| Мотоцикли \| 10,1% \| 11,2% \| \| Вантажівки \| 25,3% \| 27,6% \| \| Трактори \| 0,3% \| 0,3% \| \| Автобуси та ін. \| 2,1% \| 2% \| \| Усього автомобілів \| 328 шт. \| 304 шт. \| |         |         |
| Автомобілі, зареєстровані у місті, за призначенням |         |         |
| Рік | 2006 р. | 2005 р. |
| Приватні автомобілі | 62,2%   | 58,9%   |
| Мотоцикли | 10,1%   | 11,2%   |
| Вантажівки | 25,3%   | 27,6%   |
| Трактори | 0,3%    | 0,3%    |
| Автобуси та ін. | 2,1%    | 2%      |
| Усього автомобілів | 328 шт. | 304 шт. |

## Вживання каталанської мови
У 2001 р. каталанську мову у місті розуміли 100% усього населення (у 1996 р. - 99,6%), вміли говорити нею 94,4% (у 1996 р. - 
95%), вміли читати 88,4% (у 1996 р. - 90%), вміли писати 57,5
% (у 1996 р. - 58,2%). Не розуміли каталанської мови 0%.

## Політичні уподобання
У виборах до Парламенту Каталонії у 2006 р. взяло участь 193 особи (у 2003 р. - 175 осіб). Голоси за політичні сили розподілилися таким чином:
| \| Вибори до Парламенту Каталонії \| Вибори до Парламенту Каталонії \| Вибори до Парламенту Каталонії \| \| Рік \| 2006 р. \| 2003 р. \| \| -------------------------------------- \| ------------------------------ \| ------------------------------ \| \| Конвергенція та Єднання (CiU) \| 50,3% \| 47,4% \| \| Соціалістична партія Каталонії (PSC) \| 11,4% \| 14,9% \| \| Народна партія (PP) \| 1,6% \| 3,4% \| \| Ініціатива за зелену Каталонію (IC) \| 17,6% \| 12% \| \| Республіканська лівиця Каталонії (ERC) \| 17,6% \| 21,1% \| \| Громадянська партія (C's) \| 0% \| 0% \| \| Інші \| 1,6% \| 1,1% \| |         |         |
| Вибори до Парламенту Каталонії |         |         |
| Рік | 2006 р. | 2003 р. |
| Конвергенція та Єднання (CiU) | 50,3%   | 47,4%   |
| Соціалістична партія Каталонії (PSC) | 11,4%   | 14,9%   |
| Народна партія (PP) | 1,6%    | 3,4%    |
| Ініціатива за зелену Каталонію (IC) | 17,6%   | 12%     |
| Республіканська лівиця Каталонії (ERC) | 17,6%   | 21,1%   |
| Громадянська партія (C's) | 0%      | 0%      |
| Інші | 1,6%    | 1,1%    |

У муніципальних виборах у 2007 р. взяло участь 238 осіб (у 2003 р. - 154 особи). Голоси за політичні сили розподілилися таким чином:
| \| Муніципальні вибори \| Муніципальні вибори \| Муніципальні вибори \| \| Рік \| 2007 р. \| 2003 р. \| \| -------------------------------------- \| ------------------- \| ------------------- \| \| Конвергенція та Єднання (CiU) \| 37,8% \| 85,1% \| \| Соціалістична партія Каталонії (PSC) \| 0% \| 0% \| \| Народна партія (PP) \| 0,8% \| 14,9% \| \| Ініціатива за зелену Каталонію (IC) \| 11,3% \| 0% \| \| Республіканська лівиця Каталонії (ERC) \| 50% \| 0% \| \| Громадянська партія (C's) \| 0% \| 0% \| \| Інші \| 0% \| 0% \| |         |         |
| Муніципальні вибори |         |         |
| Рік | 2007 р. | 2003 р. |
| Конвергенція та Єднання (CiU) | 37,8%   | 85,1%   |
| Соціалістична партія Каталонії (PSC) | 0%      | 0%      |
| Народна партія (PP) | 0,8%    | 14,9%   |
| Ініціатива за зелену Каталонію (IC) | 11,3%   | 0%      |
| Республіканська лівиця Каталонії (ERC) | 50%     | 0%      |
| Громадянська партія (C's) | 0%      | 0%      |
| Інші | 0%      | 0%      |